# 龍文彬
龍 文彬（りゅう ぶんひん、Long Wenbin、1824年 ‐ 1893年）、字は「擷菁」、号は「筠圃」は。清末の学者。

## 経歴
江西省永新生まれ。3歳の時に父母を亡くし、叔父に養われる。6歳の時から牧童として牛を追いながら、杖で字を書いていた。10歳にならないうちに文章を善くして、後に書を教えて生計を立てた。1865年、進士になり、吏部主事となった。しかし政治の腐敗に絶望して官を辞し、郷里に帰った。著書に『周易繹説』『永懐堂詩文鈔』『明会要』がある。